# Harold Haenel
Harold Haenel, né le 18 octobre 1958 à Saint-Louis (Missouri), est un skipper américain.

## Carrière
Harold Haenel participe aux Jeux olympiques d'été de 1988 à Séoul et remporte la médaille d'argent dans la catégorie du star avec son coéquipier Mark Reynolds. Quatre ans plus tard, lors des Jeux olympiques d'été de 1992, il remporte le titre olympique en compagnie du même coéquipier.